# Asahi (Mie)
Asahi (朝日町?, Asahi-chō) è una cittadina giapponese della prefettura di Mie.